# 스테판 메시치
스테판 "스티페" 메시치(크로아티아어: Stjepan "Stipe" Mesić [stjêpaːn stǐːpe měːsit͡ɕ], 1934년 12월 24일~)는 크로아티아의 전 대통령이다.
자그레브 대학교에서 법학을 전공했다. 유고슬라비아 사회주의 연방 공화국 시절 크로아티아 민족주의 운동을 펼치다가 투옥된 적이 있다. 1989년에 창당한 크로아티아 민주연합(HDZ)에 입당했으며, 그 이듬해 총선에 출마, 당선되었다. 프라뇨 투지만이 대통령이 되면서 그는 총리로 임명되어 그 해 8월까지 재임했다. 그 이듬해 유고슬라비아 연방의 크로아티아 대표 자격으로 순번제 연방 대통령에 취임했다. 유고슬라비아 사회주의 연방 공화국 사상 최초의 비공산당 소속 대통령이었다. 한편 대통령직을 맡으며, 국제 비동맹국회의 의장을 겸임했다. 그러나 그 해 12월 크로아티아의 연방 탈퇴가 공식적으로 이루어지면서, 연방 대통령 직을 사임했다.
그 후 다시 국회의원에 선출되었으나, 정부의 입장에 반대하여 크로아티아 독립민주당(HND)을 창당했다. 프라뇨 투지만 대통령은 그를 탄압하였다. 1999년 12월, 투지만 대통령이 사망하여 그 이듬해 치러진 대통령 선거에 독립 민주당과 여러 정당의 지지를 받아 출마, 41.11%의 득표율로 당선되었다. 취임 후 유럽 연합, 북대서양 조약 기구 가입 협상을 진행하고 투지만 대통령 시절 이루어지지 않았던 전쟁 범죄자 처리 문제에도 적극적으로 나섰다. 2005년 선거에서도 48%의 득표율로 재선되었다. 2006년 4월, 대한민국을 방문하였다.